# Романов, Иоаким Константинович
Иоаким Константинович Романов (1816—1881) — русский православный протоиерей, проповедник.

## Биография
Родился на Кавказе в 1816 году.
После окончания Тифлисской духовной семинарии 18 июля 1837 года был рукоположён во священники к Эриванскому Покровскому собору, в 1840 году назначен учителем и смотрителем Армянской семинарии.
В 1842 году был переведён в Тифлис священником кафедрального собора. Кроме этого, был учителем татарского языка при тифлисских духовной семинарии и духовном училище, казначеем Осетинской духовной комиссии, членом и казначеем Попечительства о бедных духовного звания в Грузии и старшим благочинным над греческим духовенством по реке Цалке.
В 1847 году был назначен законоучителем Тифлисской гимназии и настоятелем гимназической церкви. Он состоял также законоучителем Школы Кавказских межевщиков.
В 1864 году покинул Кавказ, так как назначался ректором предполагавшегося Миссионерского института в Новгороде; когда же открытие этого учреждения не состоялось, он был назначен членом Комитета для перевода Библии на татарский язык и, одновременно, законоучителем 1-й Санкт-Петербургской военной гимназии, в следующем году был переведён настоятелем церкви Свято-Троицкой Общины сестер милосердия.
В 1870 году был назначен законоучителем Александровского училища, где и служил до смерти.
Славился как опытный проповедник; говорил просто, с большой силой убеждения, и сильно действовал на собиравшиеся толпы слушателей.
Скончался 21 мая (2 июня) 1881 года в Севастополе.